# 太陽水殺菌

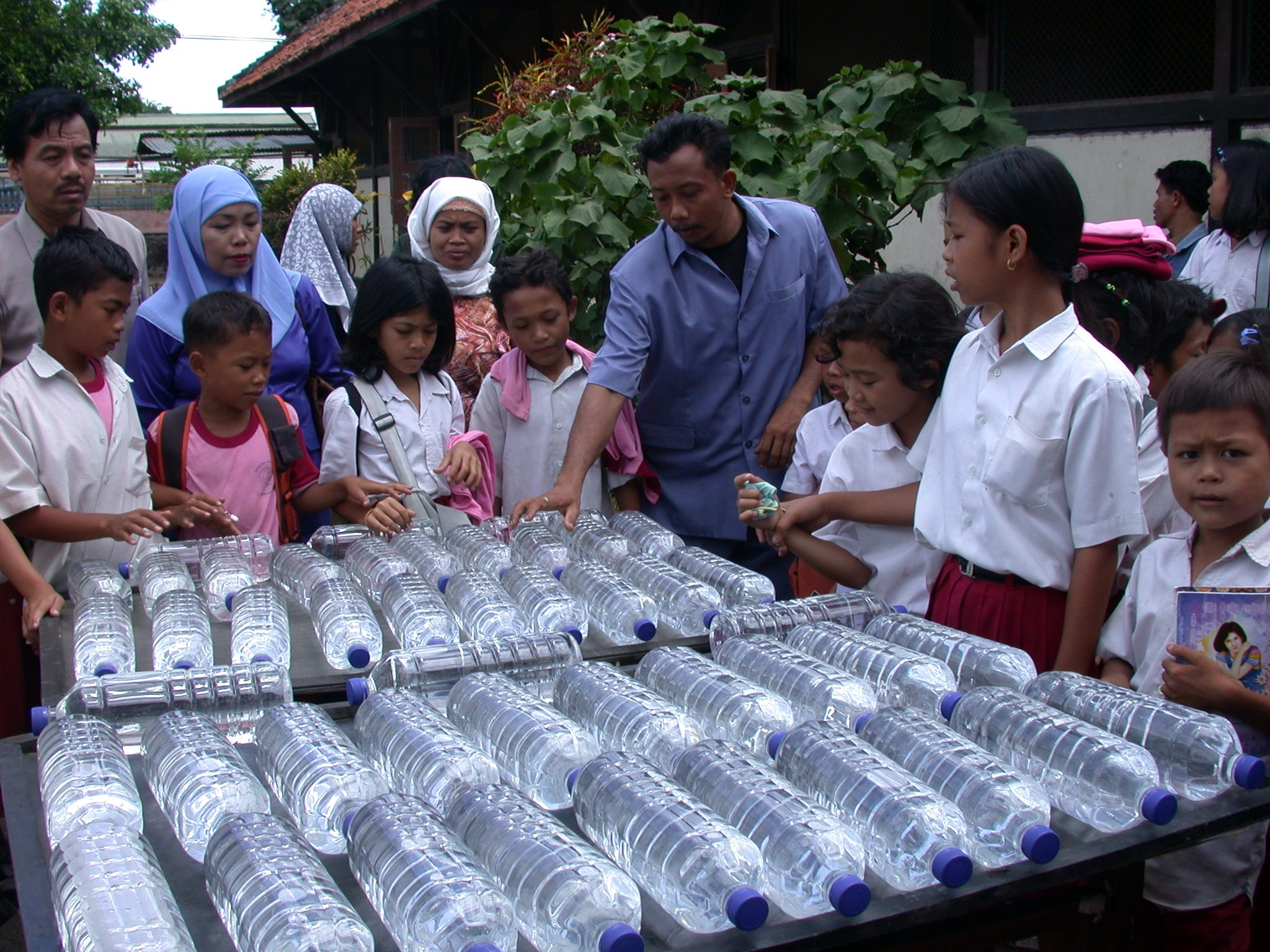
インドネシアで実施された透明なポリエチレンテレフタレート（PET）の飲料用ペットボトルを使った太陽水殺菌（SODIS）

太陽水殺菌（太陽光による飲料水の消毒、SODIS、英: Solar water disinfection）とは、世界保健機関（WHO）や赤十字が家庭での水処理と安全な貯蔵のための実行可能な方法として推奨している携帯型浄水器の一種で、太陽光エネルギーを利用しバクテリア、ウイルス、原虫、ワームなどによって生物学的に汚染された水を安全に飲めるようにする方法である。 :55
これらの方法では汚染された水の生物学的物質のみが殺菌されるため、有毒な化学物質や重金属などの非生物学的物質で汚染された水を安全に飲めるようにするためには不十分で、さらなる浄水工程が必要となる。

## 概要
太陽光の照射によって水の殺菌、消毒を行う技術には多くの手法があり、大まかに「太陽光から太陽光パネルによって発電された電気を使うもの」、「太陽エネルギーからの太陽熱を利用するもの」、「太陽光に含まれる紫外線によるもの」、「太陽光放射曝露システム」があるが、一般的に太陽水殺菌はそのうち太陽光によるものを指す。

### 太陽光発電による殺菌
太陽光発電による電気を利用した殺菌は一般的に、病原体の化学構造を破壊することによって病原体を死滅させる酸化フリーラジカルを生成することによって水を殺菌する。第二の方法として、蓄電した電力を使用し、夜間や低照度時（曇や雨天時）に紫外線ランプに電力を供給して行う二次的な紫外線水殺菌（#太陽光（紫外線）による殺菌）がある。

### 太陽熱による殺菌
他にも、太陽熱を利用し水を70～100℃に加熱する方法がある。この方法では太陽熱集熱器を用意し、前面にレンズを設けたり、反射板を使用することで殺菌したい水に対して太陽光を集める。この際、断熱材やガラスを使用することで効果を上げることができるが太陽光の直射を妨げてはいけない。さらに、太陽水殺菌の工程には、バッチ式のものもあれば、太陽が照らす間、ほぼ連続的に作動するスルーフロー式太陽水殺菌もある。100℃以下に加熱された水は一般に低温殺菌水と呼ばれる。

### 太陽光（紫外線）による殺菌
太陽光に含まれる紫外線は水中の病原菌を殺すことが可能で太陽水殺菌では、太陽光と無色透明のPETペットボトル（再利用でも透明なPETペットボトルであれば可）だけを用いて、太陽光の紫外線と温度上昇（太陽熱）の組み合わせで殺菌を行う。また、日の出ない夜間や低照度時（曇や雨天時）には太陽光発電によって発電された電気を利用し、紫外線ランプを使用することで紫外線による殺菌が可能である（#太陽光発電による殺菌）。
太陽水殺菌は分散型水処理のため、簡単かつ効果的な方法であり、家庭などでも行うことができる。そのため、太陽水殺菌による水の殺菌はすでに多くの発展途上国で利用されている :55。EAWAGによって発行されている太陽水殺菌の手順に関する教育用パンフレットは多くの言語で入手可能である。

## 家庭での太陽水殺菌

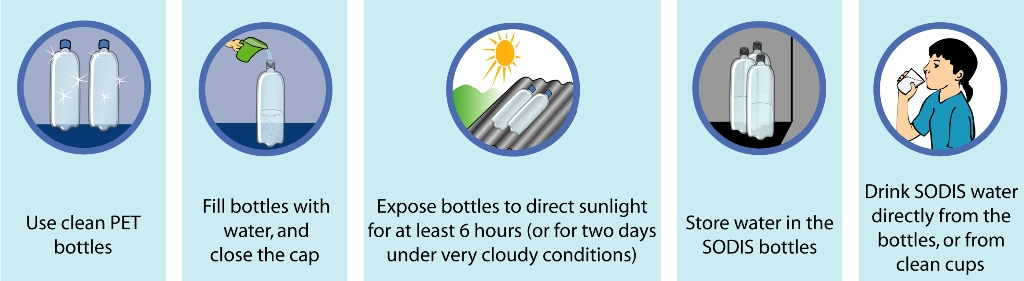
太陽水殺菌（SODIS）の方法説明書（英語版）

SODIS財団が発行している「太陽水殺菌を家庭で行うためのガイド」には、その工程が記載されている。
無色透明のポリエチレンテレフタレート（PET）製で、表面にあまり傷が付いていない2リットル以下の水またはソーダボトル、ガラス瓶を準備する。ペットボトルについているラベルはすべて剥がし、使用前にボトルを洗浄する。汚染されている可能性のある水源からの水は、可能な限り澄んだ水を使用しボトルに入れる。濁度が30NTU（比濁法濁度単位）より高い場合、粒子をろ過するか沈殿させる必要があり、日光にさらす前に微粒子を除去する必要がある。フィルターは、現地では底を切り落とした逆さにしたボトルに布を張って作れる。
酸素飽和度を高めるため、ボトルを4分の3まで満たし、（キャップをしたまま）20秒間振り、その後殺菌する汚染された水を完全に満たし、再度キャップを締め、透明度をチェックすることをガイドは推奨している。

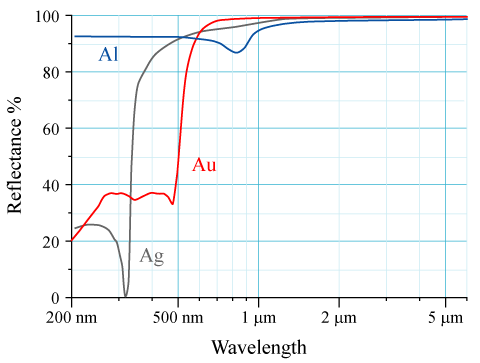
紫外線の反射率が高いアルミニウム

殺菌する汚染された水を満たしたボトルを、可能な限り日光に当てる。ボトルは、傾斜した反射性の金属面に置くと太陽光がより収集され水が、より早く、より温度が高くなる。
波型の金属屋根（藁葺き屋根ではなく）や、わずかに湾曲したアルミホイルシートは、ボトル内の光を増加させる効果があり、より効果的である。ボトルを日陰にするような構造物や植物は、照度と加熱の両方を低下させてしまうため極力避けなければならない。
十分な時間が経てば、処理水はボトルから直接飲むことも、清潔なコップに注いで飲むこともできるようになる。ボトルで保存すれば、再汚染のリスクは最小限に抑えられる。他の容器に詰め替えたり保管したりすると、汚染のリスクが高まるので注意が必要である。
| 天候                                              | 最低日照時間                                  |
| ------------------------------------------------- | --------------------------------------------- |
| 晴れ (雲が50%以下の場合)                          | 6時間                                         |
| 曇 (雲が50–100%で、ほとんど雨が降っていない場合） | 2日間                                         |
| 雨（連続降雨）                                    | 不可能 かわりに雨水を収集する方法へ切り替える |

太陽水殺菌の使用に最も適した地域は、北緯15度から北緯35度の間、および南緯15度から南緯35度の間である。これらの地域は日射量が多く、雲や降雨が少なく、太陽光の90％以上が直射日光として地表に到達する。 2番目に適した地域としては、北緯15度と南緯15度の間である。これらの地域は、湿度が高く、雲が頻繁に発生するため、日射量が散乱し、年間日照時間は約2500時間である。
太陽水殺菌ではPETボトルと他のボトル素材との混同を避けるため、太陽水殺菌の使用に関する現地での教育が特に重要とされている。既存の衛生習慣と下痢の発生率を適切に評価せずに（あるいは誤った評価で）太陽水殺菌を使用すると、他の水以外の感染経路に対処できない可能性が出てくる。そのため、指導員がまずは自ら適切な使用方法を学ぶ必要がある。

## 用途
太陽水殺菌は、燃料や調理器具が入手できない、あるいは水を法外に高価な金額で買う必要がある際に効果的な方法である。燃料が利用できる場合でも、太陽水殺菌はより経済的で環境に優しい選択肢である。太陽水殺菌の使用は、十分な量のボトルが入手できない場合や、水の濁度が高い場合には制限される。実際、水の濁度が高い場合（濁り過ぎている場合）、太陽水殺菌の方法だけで殺菌することはできない。
水が濁りすぎて太陽水殺菌が適切に機能しないかどうかを判断するための基本的なテスト材料として、新聞紙がある。新聞紙を使用したテストでは、まず殺菌する汚染された水を満たしたボトルを新聞の上（可能であれば見出しなど文字が大きい部分）に垂直に置き、ボトルの開口部から下を見る。もし見出しの文字が読めれば、その水は太陽水殺菌が使用できる。文字が読めない場合は、水の濁度が30NTUを超えている可能性が高く、水を前処理する必要がある。
理論的には、この方法は災害救援や難民キャンプで使用できるが、これらの場所で利用可能なボトルを供給するのは、塩素、臭素、ヨウ素などの消毒用錠剤を提供するよりも難しい事が多い。また、状況によって必要な時間、水を日向に放置することが難しい場合もある。
家庭用水処理と安全な貯蔵のための他の方法（例えば、塩素消毒）など異なるろ過方法又は消毒方法が存在する。適切な方法の選択は、効果、汚染の種類（濁度、化学汚染物質）、処理コスト、労力と利便性などの基準に基づいて行われるべきである。
水の濁度が高い場合、太陽水殺菌を単独で行うことはできない。太陽水殺菌の前に処理する水を透明にするために、ろ過または凝集の追加工程を経なければならない。最近の研究では、食塩（NaCl）が、土壌の種類によっては濁度を低下させる効果的な凝集剤であることが示されている。これにより、太陽水殺菌を行える地域が増える可能性がある。
太陽水殺菌ではPETペットボトル代わりにSODISバックを使用することもできる。SODISバックは、PETペットボトルよりも処理効率が74%も高いことが判明しているが、これはバッグ 約1～6cmの水層を持つことで高温に達しやすく、コレラ菌などをより効果的に処理できるためと考えられている。これは、SODISバッグの体積に対する表面積の比率が改善されたためと推測されている。
遠くの場所では、ペットボトルを現地で入手できないため、都市部から輸送する必要があるが、ペットボトルは密に積むことができないため、高価で効率が悪い。一方、SODISバッグはボトルに入れるもよりも密に積むことができ、低コストで輸送できるため、遠隔地ではボトルに代わる経済的な選択肢となっている。しかし、SODISバッグを使うことによって、水にプラスチックの臭いが付いたり、水を入れたときのバッグの取り扱いが難しい、水を飲むために別の容器に移し替える必要があるなどの欠点がある。
また、PETペットボトルを使用するもう一つの重要な利点として、水を消費するためにわざわざその都度小さな容器に移し替える必要がない（ポイント・オブ・ユーズ）ということが挙げられる。その事によって移し替える際の汚染を防ぐことができる。

## 使用上の注意

このPETリサイクルマークは、そのボトルがポリエチレンテレフタレート製であることを示している。

ボトルを適切な時間、日光に当てないと、水が安全に飲めず、病気を引き起こす可能性がある。曇天や日照時間の短い気候の場合や日差しがあまり強くない場合は、日光に当てる時間を推奨される時間よりも長くする必要がある。
また、次のような問題にも注意が必要である：
ボトルの材質
ガラスやポリ塩化ビニルの種類によっては、紫外線が水に届かない事がある。市販されているポリエチレンテレフタレート（PET）製のボトルが推奨されている。ポリカーボネート（樹脂識別コード7）はUVAとUVBをすべてカットするので使用しないこと。着色されたボトル、例えば緑色のレモンやライムの炭酸飲料のボトルなどよりは透明なボトルの方が好ましい。
ペットボトルの状態
太陽水殺菌の効率はペットボトルの物理的な状態にも左右され、傷やその他の摩耗などは太陽水殺菌の効率を低下させる。傷のひどいボトルや長らく使用しているボトルは交換する必要がある。
容器の形
UV放射の強度は、水深が深くなるにつれて急速に減少する。例えば、水深10cm（4インチ）、26NTUの中程度の濁度では、UVA放射は50％まで減少する。清涼飲料水のペットボトルは容易に入手できるため、太陽水殺菌の用途には最も実用的な形である。
酸素
太陽光は、水中で反応性の高い酸素（酸素フリーラジカルと過酸化水素）を生成する。これらの反応性分子は、微生物の破壊プロセスに寄与する。通常の条件下（河川、小川、井戸、池、水道水）では、水は十分な酸素（3 mg/L以上の酸素）を含んでいるため、心配する必要はない。
ボトル材料の溶出
プラスチック製の飲料容器から化学物質や有毒成分などが溶け出し水中に放出され、その過程が熱によって促進されるのではないかという問題が懸念されている。スイス連邦材料科学技術研究所は、新品、再利用それぞれのPETボトルからアジピン酸とフタル酸エステルが太陽熱照射中に水中に拡散するかについて調査を行った。調査の結果、60℃の水中で17時間太陽熱にさらされた後にその容器の水中に検出された濃度は、飲料水に関するWHOのガイドラインをはるかに下回り、水道水に見られるフタル酸エステルやアジピン酸の濃度と同程度であった。また、ハイデルベルク大学の研究者がスーパーマーケットで数ヶ月間保管された清涼飲料水やミネラルウォーター用のペットボトルからアンチモンが放出されたとの報告書を発表した後、ペットボトルの一般使用に対する懸念が広まった。しかし、ボトルから検出されたアンチモン濃度は、WHOガイドラインや各国のガイドラインのアンチモン濃度を数桁下回るものであった。さらに、太陽水殺菌の水はボトルで長期間保存されることはないためこれらの心配の必要もない。
バクテリアの繁殖
一度日光から遮断されると、残ったバクテリアは暗闇で再び繁殖する可能性がある。2010年の研究では、わずか10ppmの過酸化水素を加えるだけで、野生のサルモネラ菌の再繁殖を防ぐ効果があることが示された。
有害化学物質
太陽熱による水の消毒では、工場廃棄物など水中に存在する可能性のある有毒な化学物質や重金属などの非生物学的物質は除去できない。

## 普及による効果
世界保健機関（WHO）によれば、年間200万人以上が予防可能な水を媒体とする病気で死亡しており、10億人もの人が安全な飲料水を入手できない状況である。
太陽水殺菌（およびその他の家庭用水処理法）は、水中の病原性汚染を非常に効果的に除去できることが示されている。しかしながら、感染症は他の経路、つまり衛生環境によっても感染するするため、それらも同時に考慮しなければならない。太陽水殺菌による下痢の減少に関する研究では、30〜80％の減少が示された。

## 研究
太陽水殺菌の有効性は1980年代初頭にベイルート・アメリカン大学のAftim Acraによって初めて発見された。その後、スイスの研究機関スイス水生科学技術研究所のマーティン・ウィーゲリン（Martin Wegelin）とアイルランド王立外科医学院のケビン・マクグイガン（Kevin McGuigan）の研究チームによってに広く研究された。その事により、少量の水の処理には利用可能であることが証明された。臨床試験は、RCSIチームのローナン・コンロイ（Ronan Conroy）がICROSSのマイケル・エルモア＝ミーガンとの共同で行われた。
太陽水殺菌（SODIS）に関する共同研究プロジェクトの実施機関：
- アイルランド王立外科医学院 (RCSI)
- 英国レスター大学 (UL)
- 英国アルスター大学（英語版） (UU)
- スイス水生科学技術研究所（英語版）（EAWAG）
- 南アフリカCSIR Environmentek
- スペインサンティアゴ・デ・コンポステーラ大学 (USC)
- スペインアルメリア太陽基地（スペイン語版） (CIEMAT-PSA)
- ケニアICROSS（英語版）
- ジンバブエIWSD (The Institute of Water and Sanitation Development)

研究プロジェクトは、ジンバブエ、南アフリカ、ケニアの調査地域を含む複数の国で行われた。
これらの開発には、連続殺菌装置の開発や 、ガラスシリンダーの上に二酸化チタン膜を敷くことによる太陽水殺菌の開発なども含んでおり、これらの開発によって太陽水殺菌後の大腸菌の再増殖を防ぐことができる。
研究により、多くの低コストの添加物を加えることで太陽水殺菌を促進することが可能であることや、その添加物が晴天曇天関係なくより迅速かつ効果的にする可能性があることが分かった。2008年の研究では、5種類のマメ科植物（ササゲ、ケツルアズキ（黒レンズ豆）、ダイズ、落花生（ピーナッツ）、エンドウ）の種子を粉末にしたものでテストした。エンドウ、落花生を濁りを除去する用の天然凝集剤として入れたところ、市販のミョウバンと同等の効果があり、また、必要な添加量も少なくすむことが分かった（1g/L）、瞬時に凝集し（使用する種子によって7～25分）、水の硬度とpHは基本的に変化しなかった。その後の研究では、栗、オークのドングリ、ワサビノキでも同様に実験が行われた。
他にも、首都などから孤立した地域では、お湯を沸かすために常に火を焚く必要があるため、薪の煙の影響で肺疾患が増えるため、研究グループは多くの地域の人々がで水の沸騰を嫌厭していることに注目した。アフリカの孤立した地域の住民は、家庭用水処理の選択肢を提示された場合、煮沸や他の基本的な水処理方法よりも太陽水殺菌の方法を好むことが示された。
また、農村家庭用のシンプルなソーラー浄水器が開発され、サリーに使われる布を４層にし、太陽光収集機を使って大腸菌を除去することができるようになった。

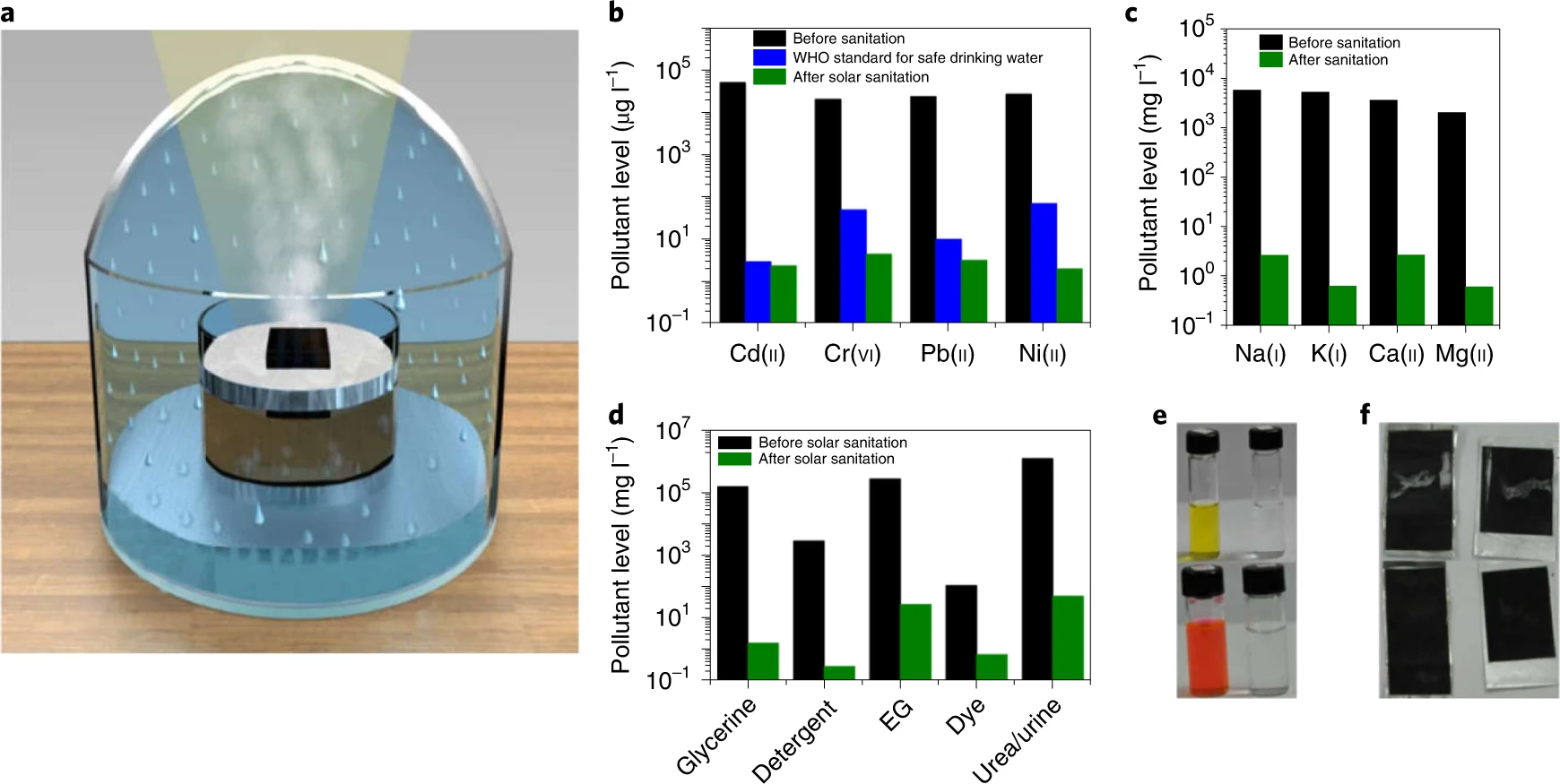
再利用可能なアルミニウムの開発

2020年7月、太陽水殺菌の研究者によって、WHOとEPAの飲料水基準を下回る効率的なソーラーベースの水衛生用の再利用可能なアルミニウムの開発が開始した。

## 推進
スイス水生科学技術研究所（EAWAG）は、開発途上国における水と衛生を担当する部門であるサンデックを通じて主にSOLAQUA財団、ライオンズクラブ、国際ロータリー、ミグロス、ミシェル・コント・ウォーター財団（Michel Comte Water Foundation）から資金を得て、ブータン、ボリビア、ブルキナファソ、カンボジア、カメルーン、コンゴ民主共和国、エクアドル、エルサルバドル、エチオピア、ガーナ、グアテマラ、ギニア、ホンジュラス、インド、インドネシア、ケニア、ラオス、マラウイ、モザンビーク、コンゴ民主共和国、ネパール、ニカラグア、パキスタン、ペルー、フィリピン、セネガル、シエラレオネ、スリランカ、トーゴ、ウガンダ、ウズベキスタン、ベトナム、ザンビア、ジンバブエを含む33カ国でSODIS推進プロジェクトを行っている。
持続可能な水処理方法を必要としている地域に手を差し伸べる人々にとって最も重要なことのひとつとして、処理する方法そのものについて教育しながら、健康増進と疾病予防の観点から水質の重要性を教えることである。太陽水殺菌（SODIS）やその他の家庭用水処理方法を日常的に使用することに懐疑的な地域社会もあり、使用を始めるのが難しい場合もあるが、関連する重要な健康上の利点に関する知識を広めることで、使用率が高まる可能性が高くなる。